# Limnocottus godlewskii
Limnocottus godlewskii is een straalvinnige vissensoort uit de familie van de diepwaterdonderpadden (Abyssocottidae). De wetenschappelijke naam van de soort is voor het eerst geldig gepubliceerd in 1874 door Dybowski.